# 東京演芸協会
一般社団法人東京演芸協会（とうきょうえんげいきょうかい）は、東京都台東区にある日本の演芸団体。

## 概要
芸団協（社団法人日本芸能実演家団体協議会）の加盟団体で、会員著作隣接権など演芸活動を守り、演芸家の福利、厚生、共済等を計ることを目的とする。1962年1月に設立された。1990年4月に一般社団法人東京演芸協会となった。

## 歴代会長
出典は協会ウェブサイト。
| 代数 | 芸名             | 芸種       | 備考                            |
| ---- | ---------------- | ---------- | ------------------------------- |
| 1    | 柳家三亀松       | 音曲漫談   |                                 |
| 2    | 牧野周一         | 漫談       |                                 |
| 3    | アダチ龍光       | 奇術       |                                 |
| 4    | 前田勝之助       | 浪曲物まね |                                 |
| 5    | 桜井長一郎       | 声帯模写   | 1999年3月4日、在任中死去        |
| 6    | 牧伸二           | 漫談       | 2013年4月29日、在任中死去       |
| 7    | はたのぼる       | 漫談       | 後に名誉会長 2022年11月22日死去 |
| 8    | ベートーベン鈴木 | 漫談       | 現職                            |

## 定席興行
- 浅草東洋館 - 偶数月の下席（21-29日）が定席となっている（なお、毎月20日は特別興行「多流寄席」として本協会員がメインで出演する）。興行では本協会員のほか、円楽一門会、落語立川流所属の前座落語家が出演する（音響などの裏方仕事も兼ねる）。また、定席の2日間ほど日替わりで円楽一門会所属の真打落語家（三遊亭鳳楽、三遊亭好楽、七代目 三遊亭円楽、三遊亭朝橘、三遊亭兼好など）が「特別出演」と銘打たれて出演する（他の演者よりも長い20分の出演枠となる）。2012年3月までは毎月定席興行が行われていたが、近年の漫才協会の隆盛に煽られた形で、ボーイズバラエティ協会（奇数月下席）と交互で興行を行っている。
  - 定席興行のうち1日を「浅草LIVE」予選として、協会所属外の演者も出演可能（ただし各出演枠は5分程度と短い）であり、毎月数名が選出され毎年12月の浅草LIVE本選に進出する。本選での優勝者は表彰され、賞状と賞金の贈呈と2月の定席興行にゲスト出演できる[4]。
  - 2023年2月より、毎月1回のスペシャル寄席『多流寄席』（20日）は他事務所（松竹芸能、浅井企画、ワタナベエンターテインメント、太田プロダクションなど）所属ユニットとの対抗戦企画を行っている。
- このほか、永谷商事所有のお江戸上野広小路亭、お江戸日本橋亭、新宿永谷ホール（新宿Fu-）などで定期的に公演を行っている。
- 一部会員は落語協会（ぺぺ桜井、浮世亭とんぼ・横山まさみ）または落語芸術協会（好田タクト、マグナム小林、一矢、びり&ブッチィー）に重複加入しているため、当該会員は同協会の定席興行に色物として出演できる。また、代演として両協会に未加入の協会員が定席に上がることもある。

## 役員
2024年7月改選。
会長
- ベートーベン鈴木

副会長
- ふゆき（週刊少年ハート）

常務理事（事務局）
- 牧正

常務理事（広報）
- マグナム小林（落語芸術協会にも所属）

理事（事務局長）
- 牧のぼる

理事（事務補佐）
- ゴジーラ久山

理事（広報）
- 日焼寿司

理事（企画室長）
- ブッチィー

理事（企画部員）
- みま
- ノン老いる小林

理事（外部）
- 小森雄太

監事
- 一矢（落語芸術協会にも所属）

監事補佐
- 古澤祐次（大豆デンキュー）

名誉会長
- はたのぼる

相談役
- 山崎ひろし

参与
- 好田タクト（落語芸術協会にも所属）

SNS班
- 山村拓也（リンク）
- スーザン（リンク）
- くろとりゆうき

## 所属会員
- 愛うえお
- 青空遊歩
- 朝倉まこと
- あさひのぼる
- 雨の群雲
- 荒井家一本
- 荒山昌子
- アルバトロス・デンカ
- いく造
- 石黒サンペイ
- 石黒ヨンペイ
- 板橋区民（まなてぃ、パルデン）
- 岩ちゃん
- うえずだー！
- 浮世亭とんぼ・横山まさみ（落語協会にも所属）
- 梅ちゃん
- 王子菜摘子
- かつらカフェ
- 紙麿呂
- 神田鶴和
- 久ちゃん
- キングダムけんた
- KEIKO
- 鯉川のぼる
- Ko-1
- 小枝哲幸（元魔族のマゾちゃんのピン芸人名義）
- 小声
- ゴジーラ久山
- 小太郎
- こてっちゃん馬場
- コントM2（益田凡児、森はじめ）
- 坂ゆう子
- サクノキ
- 佐藤達
- ザ・パープル（パープル、アーリー）
- サドヤマエス
- サムライ日本（池島美樹、及川のび太）
- さよさよ
- サワー沢口
- サンジュナ
- 三遊亭絵馬
- 三遊亭はらしょう
- ジィーニー
- 週刊少年ハート（小林歩祐樹（ふゆき）、佐藤直（すなお））
- じゅんじゅんズ
- 白鳥加奈子・海老沢栄
- しろたにまもる
- シンドー
- スージィー
- すっぽん大学（学、ウエルカム大助）
- スピーディーハンター（聡-S DATE、聖王 DATE）
- セキ・ア・ラ・モード
- 千田かおり
- 仙丸
- 大豆デンキュー（丸山恭平、八坂優太、古沢祐次）
- たかくわみえ
- 高田京子
- 高田ぽる子
- タカパーチ
- 篁みどり
- 田中しんや
- チャレンジャー（荒木真一、斎藤とく子）
- 東京チンドンず[注釈 1]
- どストライクきの
- 轟光
- 永峰ゆう子
- なっきー
- 習志野ごんべぇ
- 名和美代児
- なんとかそう
- 二代目ちくわぶ
- 日本橋栄華
- ぬらぬら
- 猫柳ロミオ
- ノン老いる小林
- ハッピーマウスKAZU
- 花満開
- 早川きょーじゅ
- パーラー吉松
- ビフテキ（KID、林田竜次）
- 日焼寿司
- びり&ブッチィー（道化師のびり、クラウンブッチィー）（落語芸術協会にも所属）
- 寛香-HIROKA-
- ふうらいぼう
- ふじきイェイ!イェイ!
- 富寿ひろ
- ブッチャーブラザーズ
- 平成バブル（あまち、美咲）
- ベートーベン鈴木
- ぺぺ桜井（落語協会にも所属）
- 前田秀
- 前田奈美
- 牧正
- 牧のぼる
- 牧ひろし
- マグナム小林（落語芸術協会にも所属）
- 真心タッチ（島田和樹、加藤聖隆）
- マジシャン翼
- マジョリカ
- 万福（どっかん桑本、トントン）
- 右尾祐佑
- ミスター梅介
- MINAMI
- みま
- Mint
- メイミ
- メルヘン総長
- モコちゃん
- 元はじめ
- 矢口美香
- 柳貴川起助
- やまけいじ
- 山崎ひろし
- 大和家二五二五
- 悠玄亭玉八（悠玄亭玉介門下[6]）
- 優ゆう
- ゆめまなこ
- リトル清宮
- 琉水亭はなび
- リンク（とってもかわいい山村、スーザン）
- わがし
- 亘哲兵
- わっしょいゆ～た

スタッフ
- くろとりゆうき
- 助川助六
- 吉田亘

## 元会員（故人も含む）
- 青翠
- アダチ龍光
- 詠ミー
- 岡田旬子
- 川口ひろし
- 桜井長一郎
- 松鶴家千とせ
- 白山雅一
- スージーきくち
- ダーク史郎
- たくみ
- 田原しげる
- チャンバラZ
- はたのぼる
- 林家英平
- 林家ペタ子
- 早野凡平
- 原一平
- ひびきわたる
- 福岡詩介
- 福岡詩二
- 伏見知か志
- ぶるうたす
- ポケ
- 前田勝之助
- 牧伸二
- 牧田博
- 牧野周一
- 岬ゆうじ [注釈 2]
- MORIYAMA
- 柳家三亀松
- 大和家さん休
- 夢太郎&花子
- きんじ
- あいぼりぃず（くろとりゆうき、カネコレン）
- 江川麻衣子
- ゴールデン街の女、（なんだよおまえ!ゆべし!、もりやん）
- ヒルネオン（まだ濱田、モブ中井）
- 福岡詩優
- マジック千秋
- さんぽ（岩永いわな、とみやん）
- 三増紋也
- トリトン海野
- はやのみこみ [注釈 3]
- 福岡詩乃里 [注釈 4]
- マジックまみ
- いのち&べるりん

等